# 奧氏鯨鯰
奧氏鯨鯰，為輻鰭魚綱鯰形目鯨形鯰科的其中一種，分布於南美洲亞馬遜河上游流域，棲息深度2-40公尺，體長可達3.6公分，棲息在底層水域，屬肉食性，以昆蟲為食。

## 擴展閱讀
維基物種上的相關：奧氏鯨鯰